# شهرستان بورام
شهرستان بورام (به عربی: محلیة بورام) یک منطقهٔ مسکونی در سودان است که در دارفور جنوبی واقع شده‌است.